# Walter Tormin

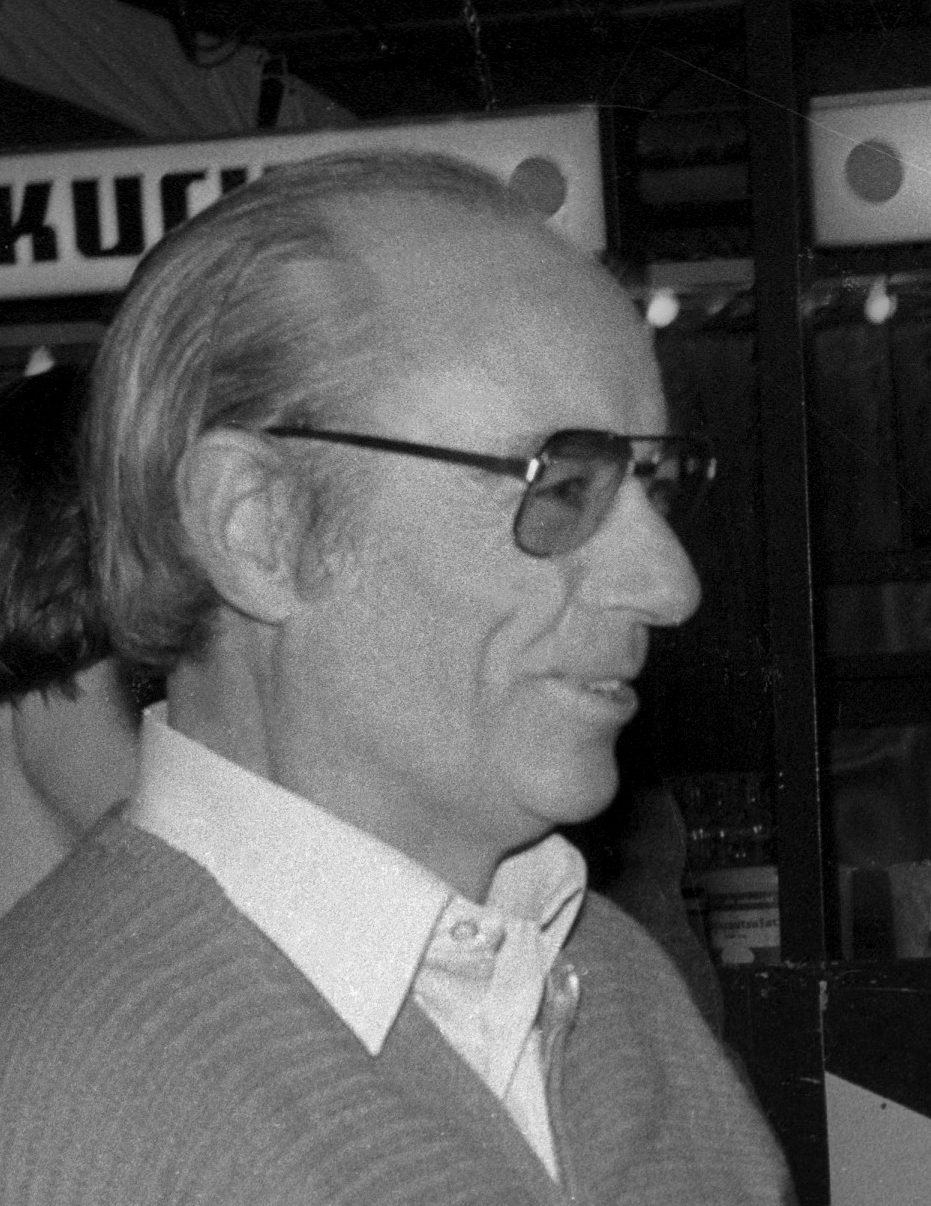
Walter Tormin

Walter Tormin (* 31. August 1923 in Lübeck; † 4. Dezember 2011 in Hamburg) war ein deutscher Historiker und Politiker der SPD in Hamburg, Wahlforscher und Publizist.

## Leben

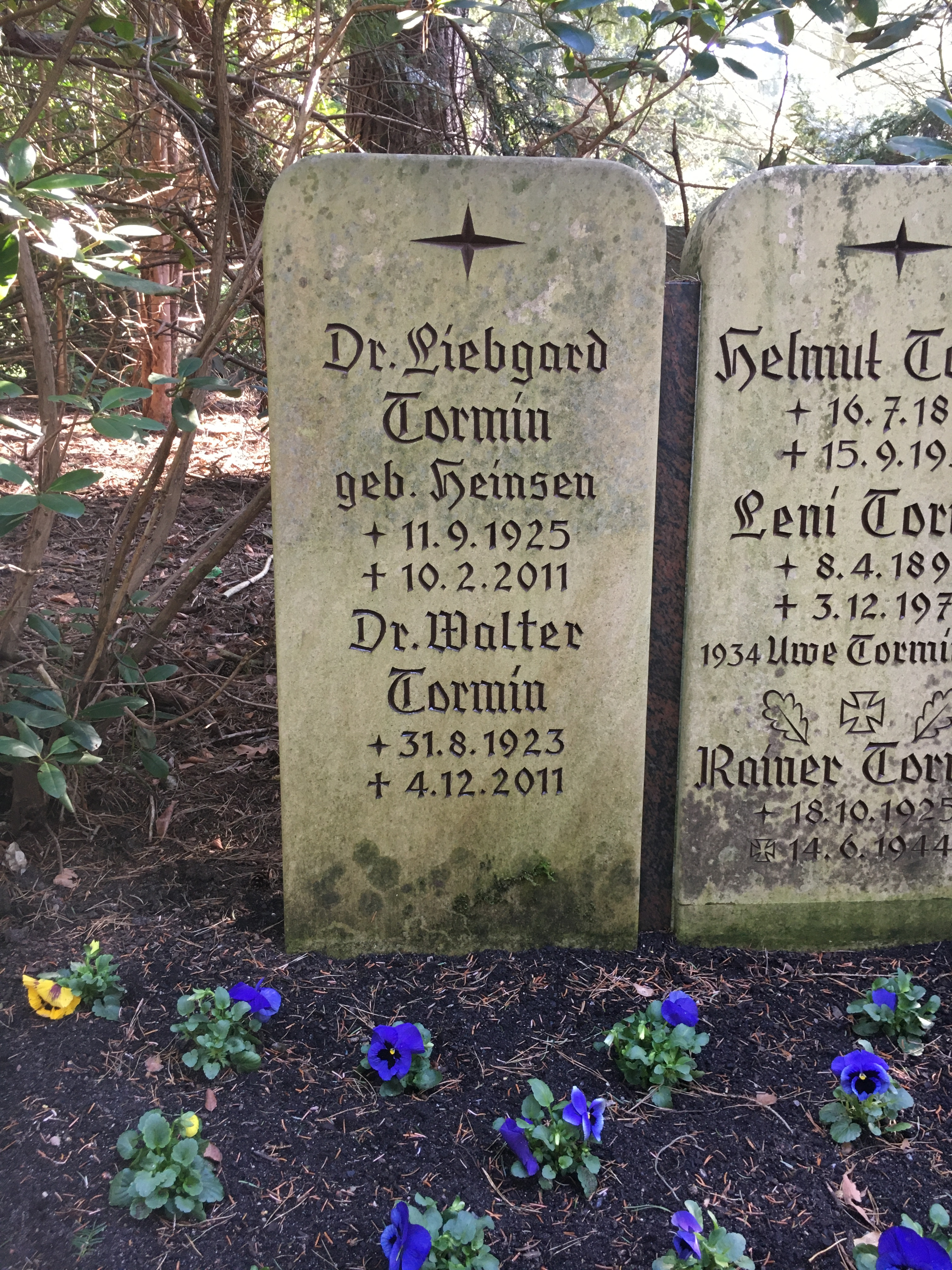
Grabstätte auf dem Friedhof Ohlsdorf

Walter Tormin arbeitete zunächst als Lehrer und wurde später Leiter der Landeszentrale für politische Bildung Hamburg und des Amtes für Berufs- und Weiterbildung in der Behörde für Schule, Jugend und Berufsbildung.
Als Publizist und Wahlforscher beteiligte sich Tormin an verschiedenen Projekten. Diese waren insbesondere auf Hamburg bezogen, aber auch Studien über die Grenzen der Hansestadt hinaus galt sein Interesse. Zeitlich beschäftigte sich Tormin insbesondere mit der Weimarer Republik, dem Dritten Reich und den Jahren nach 1945.
Für das im Jahr 2003 herausgegebene Buch Freiheit und Demokratie, eine Dokumentation über verfolgte Hamburger Sozialdemokraten während der NS-Zeit, erarbeitete er eine Liste von mehr als 1500 Namen mit biografischen Angaben.
Tormin war von 1974 bis 1992 Vorstandsvorsitzender des Jugend-Europahaus e. V., dem Trägerverein der Dänisch-Deutschen Akademie in Hamburg-Horn.
88-jährig verstarb Walter Tormin in Hamburg und wurde auf dem dortigen Friedhof Ohlsdorf beigesetzt. Die Grabstätte liegt südwestlich von Kapelle 7 im Planquadrat AD 16.

## Politik
Tormin gehörte der Hamburgischen Bürgerschaft von 1966 bis 1976 als Mitglied der SPD an.

## Schriften (Auswahl)
- Der schwere Weg zur Demokratie. Dölling und Galitz (Verlag), Hamburg 1995.
- Die Geschichte der SPD in Hamburg 1945 bis 1950. Ergebnisse-Verlag, Hamburg 1995.
- Der Traum von der Einheit. Landeszentrale für Politische Bildung, Hamburg 1990.
- mit Eberhard Aleff (Hrsg.): Das Dritte Reich. Fackelträger (Verlag), Hannover (24. Auflage) 1987.
- Die Weimarer Republik. Fackelträger (Verlag), Hannover 1962 (23. Auflage, 1983).
- Zwischen Rätediktatur und sozialer Demokratie. Die Geschichte der Rätebewegung in der deutschen Revolution 1918/19, Droste, Düsseldorf 1954.